# مخلفات إلكترونية في الهند
تظهر النفايات الإلكترونية بمثابة قضية صحية عامة وبيئية خطيرة في الهند. تُعد الهند «خامس أكبر منتج للنفايات الإلكترونية في العالم»؛ تُنتج الهند نحو مليوني طن من النفايات الإلكترونية سنويًا وتستورد كمية غير معلنة من النفايات الإلكترونية من دول أخرى حول العالم.
تمثل أجهزة الكمبيوتر نحو 70 % من النفايات الإلكترونية سنويًا، يأتي 12 %  منها من قطاع الاتصالات، و8 % من المعدات الطبية و7 % من المعدات الكهربائية. تنتج الحكومة وشركات القطاع العام وشركات القطاع الخاص نحو 75 % من النفايات الإلكترونية، مع مساهمة فرادى الأسر المعيشية بنسبة 16 % فقط.
يُعد مصطلح النفايات الإلكترونية (E-WASTE) اسمًا شائعًا وغير رسميًا للمنتجات الإلكترونية التي تقترب من نهاية «عمرها الإنتاجي». تُعد أجهزة الكمبيوتر، والتلفزيونات، ومسجلات الفيديو، والمسجلات، والناسخات، وأجهزة الفاكس، من المنتجات الإلكترونية الشائعة. يمكن إعادة استخدام العديد من هذه المنتجات أو تجديدها أو إعادة تدويرها. أُجري تحديث على قائمة النفايات الإلكترونية هذه، والتي تتضمن أدوات مثل الهاتف الذكي والحواسيب اللوحية والحواسيب المحمولة ومشغلات ألعاب الفيديو والكاميرات وغيرها الكثير. كان لدى الهند 1.012 مليار اتصالًا جوّالًا نشطًا في كانون الثاني (يناير) 2018، ويتزايد هذا الرقم بشكل كبير كل عام.
يبلغ معدل النمو السنوي المركب (سي إيه جي آر) للنفايات الإلكترونية 30 %، وذلك وفقًا لغرف التجارة والصناعة الهندية  (أسوتشام)، التي تُعد هيئةً صناعية هندية. تقدر غرف التجارة والصناعة الهندية  أن الهند ستولد 5.2 مليون طنًا من النفايات الإلكترونية بحلول عام 2020، مع تغير سلوك المستهلك والنمو الاقتصادي السريع.
تشكل إعادة تدوير النفايات الإلكترونية العديد من المخاطر الصحية والبيئية فضلًا عن كونها مصدر دخل لكثير من الناس في الهند. يُعاد تدوير أكثر من 95 % من النفايات الإلكترونية في الهند بشكل غير قانوني من قِبَل جامعي النفايات غير الرسميين الذين يطلق عليهم باللغة الهندية كاباديوالاس أو راديوالاس. يعمل هؤلاء العمال بشكل مستقل، خارج أي منظمة رسمية، ما يجعل تطبيق أنظمة النفايات الإلكترونية عليهم أمرًا صعبًا. غالبًا ما تعتمد شركات إعادة التدوير على تقنيات إعادة التدوير البدائية التي يمكن أن تطلق الملوثات السامة في المنطقة المحيطة. يمكن أن يكون لإطلاق الملوثات السامة المرتبطة بإعادة تدوير النفايات الإلكترونية الخام عواقب بعيدة المدى لا رجعة فيها. 

## تبعًا للمنطقة
تختلف كمية النفايات الإلكترونية المتولدة في الهند تبعًا للولاية. إذ تُعد: ماهاراشترا وتاميل نادو وأندرا برديش، هي الدول الثلاث التي تنتج أكبر قدر من النفايات الإلكترونية، وأما الدول الأخرى التي تنتج نفايات إلكترونية بكمية كبيرة هي أتر برديش، البنغال الغربية، دلهي، كارناتاكا، كجرات، ماديا براديش والبنجاب.
بالإضافة إلى ذلك، تتولد النفايات الإلكترونية بشكل غير متناسب في المناطق الحضرية - تولد 65 مدينة هندية أكثر من 60 % من إجمالي النفايات الإلكترونية في الهند. تُعد مومباي المنتج الأكبر للنفايات الإلكترونية تليها دلهي وبنغالور وتشيناي وكلكتا. 

## الصحة والسلامة

### المخاطر الصحية
تحتوي النفايات الإلكترونية على العديد من المواد الخطرة التي وُجد أنها تُشكل خطرًا على صحة الإنسان والبيئة؛ يجري التخلص من النفايات الإلكترونية في ظل ظروف سلامة أقل من المثالية في أغلب الأحيان. نظرًا لأن معظم النفايات الإلكترونية تُعالج بشكل غير قانوني من قبل العمال الذين يعملون خارج المنظومات المنظمة بشكل رسمي، يمارس هؤلاء العمال غير الرسميين بشكل عام تقنيات إعادة التدوير غير المنظمة والخطيرة والتي يمكن أن تمتلك عواقب صحية خطيرة. لسوء الحظ، تمتلك القوة العاملة في إعادة التدوير معدل معرفة بالقراءة والكتابة منخفضًا ومقدارًا قليلًا جدًا من الوعي بمخاطر النفايات الإلكترونية، ما يعني أن العديد من هؤلاء العمال ينخرطون دون علم في أنشطة ضارة بصحتهم. يشارك في دلهي وحدها ما يقدر بنحو 25,000 عامل بينهم أطفال، في وحدات تفكيك النفايات الإلكترونية الخام - تقوم هذه الوحدات سنويًا بتفكيك 10,000 إلى 20,000 طن من النفايات الإلكترونية بأيديهم العارية. يفتقر هؤلاء العمال إلى معدات الحماية الشخصية المناسبة ويتعرضون للسموم من خلال النفايات الإلكترونية. تُترك المواد التي لا يُعاد تدويرها بواسطة ملتقطي النفايات في مدافن النفايات غالبًا أو تُحرق. يمكن أن تؤدي كلتا الطريقتين إلى تسرب المواد الكيميائية السامة إلى الهواء والماء والتربة. لا يمتلك العاملون في هذه المرافق معدات سلامة كافية في معظم الأحيان، وقد يؤدي التعرض للنفايات الإلكترونية إلى العديد من المشكلات الصحية. يمكن أن يحدث التعرض بشكل مباشر أو غير مباشر من خلال ملامسة الجلد واستنشاق الجسيمات المعلقة وابتلاع الغبار الملوث. تشمل النتائج الصحية المحتملة من التعرض للنفايات الإلكترونية التغيرات في وظائف الغدة الدرقية، ونتائج وليدية سيئة، بما في ذلك الإجهاض التلقائي، وحالات الموت الجنيني والولادات المبكرة. تضمنت الآثار الجانبية أيضًا تغيرات في السلوك وانخفاض وظائف الرئة. توجد أيضًا أدلة على تلف الحمض النووي بشكل كبير.

### الفئات السكانية الضعيفة
نُعد الفئات السكانية الضعيفة مثل الحوامل والأطفال والمسنين، عُرضةً بشكل خاص للمخاطر الصحية للنفايات الإلكترونية. تشير التقديرات إلى مُشاركة 40,000-500,000 طفل عامل تتراوح أعمارهم بين 10 و15 عامًا في أنشطة إعادة تدوير النفايات الإلكترونية في جميع أنحاء الهند. يمكن أن يكون للامتصاص الكيميائي الخطر تأثير  سلبي على نمو الطفل، بل ويمكن أن يسبب أضرارًا دائمة. يُعتبر الأطفال حساسون بشكل خاص للتسمم بالرصاص، فقد وُجد أن أنشطة إعادة تدوير النفايات الإلكترونية قد ساهمت في ارتفاع مستويات الرصاص في الدم عند الأطفال. تتعرض النساء الحوامل لمخاطر الإجهاض التلقائي، وحالات الموت الجنيني، والولادات المبكرة، وانخفاض أوزان الولادة المرتبطة بالتعرض للنفايات الإلكترونية. 

## الآثار البيئية
أدت العمليات المستخدمة لإعادة تدوير النفايات الإلكترونية والتخلص منها في الهند إلى خلق عدد من الآثار البيئية الضارة. أصبح كل من الهواء والمياه والتربة في معظم أنحاء الهند ملوثة بمنتجات ثانوية من النفايات الإلكترونية السامة، نتيجة استخدام تقنيات إعادة التدوير والتخلص غير الصحيحة. 

### الهواء
يُعد تلوث الهواء مشكلة واسعة الانتشار في الهند، إذ توجد تسعة من أصل عشرة مدن ملوثة على وجه الأرض في الهند. يُعد إعادة التدوير والتخلص غير السليمين من النفايات الإلكترونية أحد العوامل المهمة لمشكلة تلوث الهواء في الهند.
على سبيل المثال، يؤدي تفكيك النفايات الإلكترونية وتقطيعها إلى إطلاق الغبار والجسيمات المعلقة في الهواء المحيط. غالبًا ما تُحرق منتجات النفايات الإلكترونية ذات القيمة المنخفضة مثل اللدائن – ويتسبب هذا بدوره بإطلاق جزيئات معلقة في الهواء يمكن أن تنتقل من مئات وحتى آلاف الأميال. إزالة سبائك لحام القصدير، وهي تقنية تُستخدم لاستخراج مواد عالية القيمة مثل الذهب والفضة والتي يمكن أن تطلق مواد كيميائية وأبخرة ضارة عند القيام بها بشكل غير صحيح.
يمكن أن تلوث جسيمات النفايات الإلكترونية السامة الماء والتربة، بالإضافة إلى مساهمتها في تلوث الهواء. عندما تمطر، تترسب الجسيمات الموجودة في الهواء مرة أخرى في الماء والتربة. تنتشر جسيمات النفايات الإلكترونية السامة المعلقة في الهواء بسهولة في جميع أنحاء البيئة من خلال تلوث المياه والتربة التي يمكن أن يكون لها آثار ضارة على النظام البيئي.